# 송가인
송가인(宋歌人, 본명: 조은심, 본명 한자: 曺銀心, 1986년 12월 26일~)은 대한민국의 트로트 가수이다.
전라남도 진도군 출신으로 본관은 창녕이다. 중학교 2학년때 판소리를 시작 하였고 판소리 명창인 박금희(본명: 박방금)로부터 수궁가, 춘향가를 사사 하였다. 2012년 10월 싱글 트로트 음반을 발표하며 가수로 데뷔 하였고 2017년부터는 예명인 송가인을 사용하기 시작 하였다. 2019년 트로트 오디션 프로그램 《내일은 미스트롯》에 출연해서 우승 하였다.

## 생애
전라남도 진도군에서 국가무형문화재 제72호로 지정된 진도씻김굿 전승교육사이자 무속인인 송순단의 딸로 태어났으며 본관은 창녕이다. 중학교 2학년 시절부터 판소리를 시작했으며 중앙대학교에서 국악대학 음악극과 학사 학위를 받았다. 전라남도 목포시 출신 판소리 명창인 박금희로부터 수궁가, 춘향가를 사사하였고 2008년에 열린 남도민요전국경창대회에서 일반부 우수상(한국문화예술위원회장상)을 받았다. 2009년에는 전라남도 광양시에서 열린 제1회 광양 남해성 판소리 경연대회에서 일반부 대상을 수상했고 2010년에 열린 제22회 대한민국 목포국악경연대회에서 일반부 대상(문화체육관광부장관상)을 수상했다.
2012년 10월에 싱글 트로트 음반 《산바람아 강바람아》, 《사랑가》를 발표하면서 가수로 데뷔했고 2017년부터 송가인(宋歌人)이라는 예명을 사용하게 된다. 송가인이라는 예명은 어머니의 성씨에서 딴 '송'(宋), 노래를 뜻하는 '가'(歌), 사람을 뜻하는 '인'(人)에서 따온 것이라고 한다. 2019년 2월부터 2019년 5월까지 TV조선에서 방송된 트로트 오디션 프로그램 《내일은 미스트롯》에 출연하여 우승을 차지했다.

## 가족 관계
- 아버지: 조연환
- 어머니: 송순단
- 2남 1녀 중 셋째
- 조카: 조은서(2002년 1월 7일생, 첫째 오빠의 딸)

## 학력
- 1993년~1996년 지산초등학교 오송분교[2]
- 1996년~1999년 지산초등학교(졸업)
- 1999년~2001년 진도지산중학교(졸업)
- 2002년~2005년 광주예술고등학교(졸업)
- 2005년~2009년 중앙대학교 음악극과(학사)

## 음반
- 2012.10.12 [싱글] 산바람아 강바람아, 사랑가
- 2016.05.13 [싱글] 항구 아가씨 / 성산 일출봉
- 2017.04.17 [싱글] 거기까지만
- 2019.05.02 [방송] 무명배우
- 2019.05.17 [방송] 찍어
- 2019.08.31 [방송] 더콜2 - 님아
- 2019.09.14 [방송] 더콜2 - 건강하고 아프지마요
- 2019.12.27 [가요대축제] 가인이어라 - K팝,출연진
- 2020.02.26 [싱글] 花柳春夢
- 2020.03.05 [싱글] 花柳春夢(1막2장)
- 2020.03.28 [싱글] 이별의 버스 정류장
- 2020.08.25 [싱글] 확 감아버려
- 2020.11.21 [모음] "FOREVER" [Goodbye 진선미]
- 2022.01.04 [싱글] 시간이 머문자리
- 2022.06.22 [방송] 낭만고양이

### 정규
- 2019.11.04 정규 1집 - 더블 타이틀곡 : 엄마 아리랑 / 이별의 영동선 외 서울의 달, 가인이어라 등 총 13곡 수록
- 2020.12.26 정규 2집 - 더블 타이틀곡 : 트로트가 나는 좋아요 / 꿈 등 총 21곡 수록
- 2022.04.21 정규 3집 - 더블 타이틀곡 : 비 내리는 금강산 / 기억 저편에 외 장미꽃의 전설,월하가약 등 총 10곡 수록

### OST
- 2020.01.25 내 마음의 사진 - tvN 사랑의 불시착 OST Part.6

## 방송
- 2010년 KBS1 《전국노래자랑》 진도군편 - 최우수상
- 2010년 KBS1 《전국노래자랑》 연말결선 - 우수상
- 2017년 여수MBC 《생방송 전국시대》 - 리포터(고흥, 2017 거금의 봄)
- 2019년 TV조선 《내일은 미스트롯》
- 2019년 TV조선 《아내의 맛》 - 엄마의 맛
- 2019년 TV조선 《TV조선 뉴스 9》(인터뷰)
- 2019년 TV조선 《송가인이 간다 - 뽕 따러 가세》
- 2019년 MBC 에브리원 《대한외국인》
- 2019년 MBC 《마이 리틀 텔레비전 V2》
- 2019년 MBC 에브리원 《비디오스타》
- 2019년 MBC 《황금어장 라디오스타》
- 2019년 tvN 《풀 뜯어먹는 소리-대농 원정대 》
- 2019년 MBC 《섹션TV 연예통신》
- 2019년 MBC 《전지적 참견 시점》
- 2019년 MBC 《미스터리 음악쇼 복면가왕》 - 샹젤리제 거리의 샹들리에(참가자)
- 2019년 JTBC2 《악플의 밤》
- 2019년 KBS 조이 《무엇이든 물어보살》
- 2019년 KBS2 《연예가중계》
- 2019년 KBS2 《해피투게더 4》- 트롯투게더
- 2019년 엠넷 《더 콜 2》
- 2019년 tvN 《수미네 반찬》
- 2019년 KBS2 《불후의 명곡 - 전설을 노래하다》 - 임창정 편 내가 저지른 사랑 외 추석특집, 가을남녀 특집 출연
- 2019년 MBC 《전지적 참견 시점》- 김수민 매니저
- 2019년 MBC 《나 혼자 산다》
- 2019년 MBC 《놀면 뭐하니?》
- 2019년 MBC 《가인이어라》 콘서트
- 2019년 KBS2 《해피투게더 4》- 메리트로트마스
- 2019년 KBS2 《KBS 가요대축제》
- 2019년 MBC 《MBC 연기대상》 축하무대 및 시상
- 2019년 MBC 《MBC 가요대제전》
- 2020년 JTBC 《한끼줍쇼》
- 2020년 KBS2 《불후의 명곡 - 전설을 노래하다》 - 친구특집, 주현미 편
- 2020년 MBC 《2020 설특집 송가인 콘서트 고맙습니다》
- 2020년 SBS 《미운 우리 새끼》
- 2020년 SBS 《맛남의 광장》
- 2020년 KBS2 《개그콘서트》(특별출연)
- 2020년 JTBC 《아는 형님》with 홍자
- 2020년 SBS F!L 《외식하는날 시즌2》
- 2020년 SBS 《텔레비전에 그게 나왔으면》
- 2020년 KBS2 《유희열의 스케치북》
- 2020년 MBC 《오! 나의 파트, 너》
- 2020년 MBC 《구해줘! 홈즈》
- 2020년 KBS2 《악인전》
- 2020년 KBS2 《슈퍼맨이 돌아왔다》
- 2020년 SBS 《SBS 스페셜》 (2020 젊은 트롯)
- 2020년 KBS2 《연중 라이브》
- 2020년 SBS 《정답누설 퀴즈쇼 - 오늘 배송》
- 2020년 엠넷 《TMI 뉴스》
- 2020년 NQQ 《위플레이 시즌2》
- 2020년 KBS1 《아침마당》
- 2020년 SBS Plus (강호동의 밥심 7회) with 정미애,홍자
- 2021년 KBS2 《트롯 매직유랑단》
- 2021년 KBS2 컴백홈 3회 게스트
- 2021년 KBS2 랜선장터 1회 게스트
- 2021년 JTBC 《풍류대장 - 힙한 소리꾼들의 전쟁》
- 2022년 KBS2 주접이 풍년 1회 게스트
- 2022년 KBS2 조선팝 어게인 - 송가인
- 2022년 SBS 《판타스틱 패밀리-DNA 싱어》
- 2022년 JTBC 《아는형님》 - 게스트
- 2022년 KBS2 《유희열의 스케치북》
- 2022년 SBS 《주영진의 뉴스브리핑》
- 2022년 채널S 《진격의 할매》
- 2022년 JTBC 《뉴페스타》 3회, 4회
- 2022년 KBS2 《오케이 오케이》
- 2022년 TV조선 《복덩이들고》
- 2023년 KBS2 《편스토랑》
- 2023년 SBS 《신발벗고 돌싱포맨》
- 2023년 SBS 《미운 우리 새끼》 임원희 영상 출연
- 2023년 KBS2 《개는 훌륭하다》200회 특집 2탄 출연
- 2024년 SBS 《미운 우리 새끼》

## 드라마
- 2020년 KBS2 월화드라마 《좀비탐정》 - 곱창집 섭외 가수 역 (특별출연)

## 영화
- 《매미소리》 (2022년)

## 잡지
- 2020년 1월호 앳스타일 보관됨 2021-04-16 - 웨이백 머신 표지 모델
- 2020년 2월호 그라치아 매거진 모델 (한국어판 폐간)
- 2020년 6월호 사랑의 열매 웹진 모델
- 2021년 4월호 텐아시아 텐스타 표지 모델
- 2021년 6월호 맵스 표지 모델

## 광고
- 2019년 8월: 안마기 (닥터웰)
- 2019년 9월: 화장품 광고 (자민경)
- 2019년 9월: 홍삼 (초월홍삼)
- 2019년 10월: 황금코다리 전속모델
- 2019년 11월: 노란우산공제 (소기업 소상공인 지원) 모델
- 2019년 12월: 보해양조 잎새주 모델
- 2020년 1월: 한돈 모델
- 2020년 2월: 르까프 2020 브랜드 뮤즈 선정
- 2020년 2월: 공동구매 어플 - 공구마켓 전속모델로 선정
- 2020년 3월: 로자스포사 - 웨딩드레스 모델
- 2020년 4월: 삼일제약 티어실원스 광고모델
- 2020년 6월: 차량용 블랙박스 '싹찍어' 전속모델 계약체결
- 2020년 8월: SK telecom 'NUGU opal (시니어 특화 AI 서비스)' 광고 모델
- 2020년 8월: by:OUR (바이아우어) V7샴푸 광고모델
- 2020년 9월: 사노피 파스퇴르, 독감 백신 모델에 송가인 발탁
- 2021년 6월: 엔칙스치킨 모델

## 수상
- 판소리경연대회 일반부 대상
- 2010년 전국노래자랑 진도군편 최우수상
- 2010년 전국노래자랑 연말결선 우수상
- 2011년 제23회 목포 전국국악경연대회 일반부 문화관광부 장관상
- 2018년 제4회 대한민국 예술문화스타대상 성인가요 신인상
- 2018년 제24회 대한민국 연예예술상 성인가요 여자 신인상
- 2019년 TV조선 내일은 미스트롯 진(眞) 우승
- 2019년 2019 올해의 브랜드 대상 <올해의 트로트가수>
- 2019년 소리바다 베스트 케이뮤직 어워즈 신한류 트로트 루키상
- 2019년 불후의 명곡 - 전설을 노래하다 한가위 가족특집 최종 우승
- 2019년 문화체육관광부 2019년 대한민국 대중문화 예술상(장관상)
- 2019년 자랑스런 중앙인 상(동문회 측)
- 2019년 제4회 동아닷컴‘s PICK 2019 으뜸이어라
- 2020년 제34회 골든 디스크 트로트 부문 베스트 트로트상
- 2020년 제29회 하이원 서울가요대상 심사위원 특별상
- 2020년 불후의 명곡 - 전설을 노래하다 전설 주현미 편 1부 우승
- 2020년 제1회 트롯어워즈 여자 신인상
- 2020년 제1회 트롯어워즈 여자 인기상
- 2020년 제5회 아시아 아티스트 어워즈 AAA 베스트 뮤지션상
- 2020년 KBS 연예대상 신인상 후보
- 2021년 KBS 연예대상 인기상 (트롯 전국체전, 트롯 매직 유랑단)
- 2024년 코리아 그랜드 뮤직 어워즈 베스트 어덜트 컨템포러리상

## 저서
- 〈송가인이어라〉(자서전)

## 같이 보기
- 트로트